# Ắ
A z łuczkiem i kreską (wielka litera: Ắ, mała litera: ắ) – diakrytyczna litera łacińska powstała od litery a wykorzystująca brewis i akcent ostry będąca znakiem tonalnym litery ă.

## Użycie
W języku wietnamskim a z łuczkiem i kreską jest samogłoską czynaną /a/ lub /ɐ/. Akut wskazuje na wzrastającą wysokość tonu.

## Kodowanie komputerowe
| Znak | Unikod | Nazwa unikodowa                             | Nazwa polska                                 |
| ---- | ------ | ------------------------------------------- | -------------------------------------------- |
| Ắ    | U+1EAE | LATIN CAPITAL LETTER A WITH BREVE AND ACUTE | Wielka łacińska litera a z łuczkiem i kreską |
| ắ    | U+1EAF | LATIN SMALL LETTER A WITH BREVE AND ACUTE   | Mała łacińska litera a z łuczkiem i kreską   |